# 카갈리

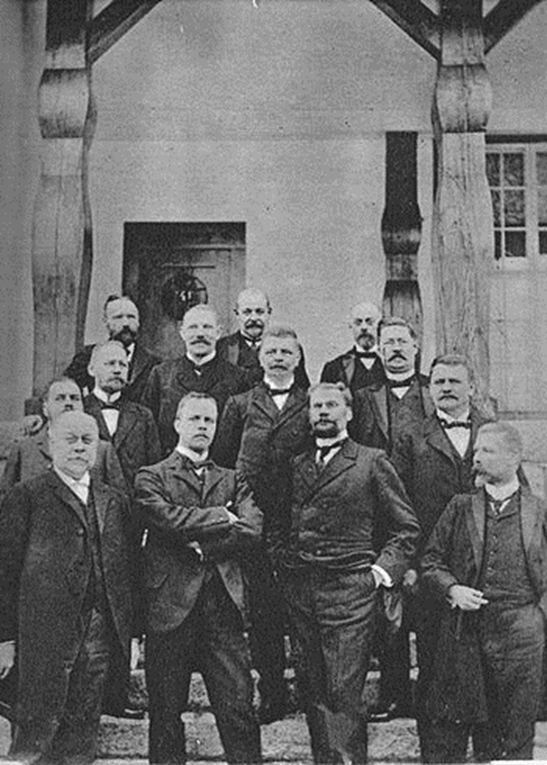
1903년 에스포에서 모인 카갈리 지도부.

카갈리(핀란드어: Kagaali)는 핀란드 대공국의 제1차 러시아화 정책에 저항한 부르주아 성향의 저항운동이다. 러시아 제국의 지배력 강화, 특히 니콜라이 보브리코프 총독에게 반대했다. 주된 무기는 선전이었다.
카갈리란 히브리어로 "교회, 공동체"라는 뜻의 카할(קהל)에서 유래했다. 본래 러시아의 아슈케나즈 유대인 자치지역을 가리키는 말이었는데, 러시아의 보수 성향 언론들이 핀란드의 반정부 운동을 싸잡아 부르는 멸칭으로 카갈리라는 말을 사용했다.
주로 호헌파들로 이루어져 있었다. 호헌파 저항운동가들의 첫 회합은 1901년 8월 3일에 헬싱키 라야살로의 투르홀마 장원에서 개최되었다. 이 회의에서 러시아의 핀란드인 징병을 거부하는 청원을 할 것이 결정되었는데, 젊은 호헌파들의 제안으로 비밀결사의 결성까지 결정하게 되었다. 비밀결사로서의 카갈리의 첫 회합은 1901년 9월 15일에 개최되었다. 이후 카갈리는 헬싱키에 중앙위원회를 두고 전국에 45개 지부를 두었다. 지역사회에 500여 명의 동조자를 두고 비밀 인쇄물을 유포하는 등의 행동을 했다.
그해 9월, 카갈리의 지도적 인물인 레오 메켈린은 50만 명이 서명한 청원서를 러시아 황제에게 보냈지만 기각되었다. 보브리코프 총독은 탄압을 강화하는 것으로 대응했다. 1903년 3월 29일 보브리코프가 카갈리 지도부를 추방하면서, 카갈리의 주요 활동은 스웨덴 스톡홀름에서 이루어졌다. 1904년 3월에는 역시 스웨덴에서 보덴 회합을 주최했다. 메켈린 등의 다수는 비폭력 저항을 고수했으나 코니 빅토르 질리아쿠스 등 소수파는 무장투쟁을 주장하면서 핀란드 적극저항당을 창당했다. 이들 급진파는 러시아의 사회주의 우파들과 연계하면서 무기를 밀수했다. 한편 온건파인 메켈린 등은 러시아의 입헌민주당과 부분적으로 협력했다.
탄압이 계속되면서 카갈리의 활동도 어려워졌지만, 수동적 저항에 관한 영향력을 차츰 확대했다. 1905년 총파업의 결과 11월 선언이 발표되면서 카갈리의 활동은 거의 종료되었다. 카갈리는 공식적으로 해산을 선언한 적은 없지만, 1905년 11월 18일 이후 실질적으로 그 활동이 중단되었다.
카갈리의 주요 인물로는 레오 메켈린이 꼽히지만, 주류 지도부를 구성한 것은 칼 만네르헤임(칼 구스타프 에밀 만네르헤임의 형), 아돌프 폰 본스도르프, 에른스트 에스틀란데르, 율리오 나트하니엘 레우테르, 아돌프 퇴른그렌, 헨리크 요한 빌헬름 질리아쿠스 (이상 스웨덴 인민당), 에로 에르코, 테오도르 호멘, 헤이키 렌발, 페르 에빈드 스빈후부드(이상 청년 핀란드당) 등이었다. 그 외에도 쿠스타비 그로텐펠트, 에두아르 폴론, 하랄드 네오비우스, 에드빈 카스트렌, 테오도르 슈빈트, 마우노 로센달 등이 지도적 인물이었다.
그 외에 카갈리에 참여한 저명 인물로는 티오돌프 레인, 라베 악셀 브레데, 칼 에밀 페르디난드 이그나티우스, 오토 도네르, 레나르트 그리펜베리, 야콥 빌헬름 크휘데니우스, 카를로 유호 스톨베리, 카를 쇠데르홀름 등이 있다.
1902년 5월에는 여성카갈리가 카갈리의 자매조직으로서 창설되었다. 테클라 훌틴 등이 그 지도자였다.

## 참고 자료
- Eino I. Parmanen: Taistelujen kirja I-II, WSOY, 1936, 1937
- J. N. Reuter:, Kagalen I, Svenska Litteratursällskapet, 1928
- Pirkko Leino-Kaukiainen: ”Rajamaa 1890-1917”, Suomi kautta aikojen, s. 338-339. (toimittaneet Allan Tiitta ja Seppo Zetterberg). Valitut Palat, 1992. ISBN 951-8933-60-X.
- Rafael Koskimies: Y. S. Yrjö-Koskisen elämä. III : Taipuako vai taittua, Historian ystäväin liitto, 1974, ISBN 951-1-01179-0
- Aukusti Oraval,: M. Rosendal, Wsoy, 1922